# Mason Fowler
Mason Edward Fowler (Califórnia,18 de janeiro de 1993) é um grappler de submission e competidor de jiu-jitsu brasileiro (BJJ) faixa-preta, além de ex-lutador de artes marciais mistas, atualmente contratado pelo UFC BJJ, onde é o campeão inaugural e atual da categoria Meio-pesado do UFC BJJ.
Fowler é bicampeão mundial da IBJJF (quimono), bicampeão mundial No-Gi, campeão Europeu e campeão Pan-Americano nas faixas coloridas. Como faixa-preta, é campeão Europeu, campeão Brasileiro da CBJJ e bicampeão dos Trials do ADCC.

## Primeiros anos
Fowler nasceu em 18 de janeiro de 1993, em Fresno, Califórnia, Estados Unidos. Ele começou a treinar artes marciais mistas na academia Thrive MMA aos 18 anos, eventualmente fazendo sua estreia como amador. Obteve um cartel invicto de 5–0 antes de se tornar profissional.

## Carreira no MMA
Fowler fez sua estreia profissional contra Mike Ryan no evento TWC 21: Halloween Havoc 4, em 24 de outubro de 2014. Ele venceu a luta por finalização (brabo choke) no primeiro round.
Fowler enfrentou Marko Damiani no Bellator 133 em 13 de fevereiro de 2015. Ele venceu a luta por nocaute técnico (golpes no chão) no primeiro round.

## Início no grappling
Fowler se aposentou do MMA profissional com um cartel de 2–0 e decidiu se dedicar ao jiu-jitsu brasileiro competitivo. Ele já havia competido em torneios menores entre as lutas e viajou para treinar com Caio Terra em preparação para o ADCC West Coast Trials 2019, ainda como faixa-marrom.

### 2019–2020
Fowler venceu cinco adversários no ADCC West Coast Trials e garantiu vaga para competir no ADCC World Championship de 2019, realizado nos dias 28 e 29 de setembro. Ele derrotou Valdir Araújo na rodada de abertura, mas foi finalizado por Craig Jones nas quartas de final.
Fowler competiu no Submission Underground 15 e venceu um torneio que lhe deu o direito de disputar uma revanche contra Craig Jones pelo título absoluto do evento. Ele venceu Jones no EBI overtime no Submission Underground 16, em 12 de julho de 2020, conquistando o cinturão.
Os dois se enfrentaram novamente na luta principal do Submission Underground 17, em 30 de agosto de 2020, e Fowler venceu novamente no EBI overtime. Fowler fez sua segunda defesa de título contra Vinny Magalhães no Submission Underground 18, em 4 de outubro de 2020. Ele venceu novamente no EBI overtime.
Fowler defendeu seu título pela terceira vez contra Satoshi Ishii no Submission Underground 19 em 20 de dezembro de 2020. Ele venceu a luta por finalização no tempo extra do EBI. Fowler retornou no Submission Underground 20 em 30 de dezembro de 2020 para enfrentar Ryan Bader no evento principal. Ele venceu a luta por armbar aos 1:39 do tempo regulamentar.

### 2021
Fowler então enfrentou Richie "Boogieman" Martinez no Submission Underground 21 em 28 de março de 2021. Ele venceu a luta por finalização e defendeu o título pela quinta vez. Ele foi então convidado para competir em um torneio absoluto no Third Coast Grappling 6 em 6 de abril de 2021. Ele venceu sua luta de abertura contra Manuel Ribamar, mas perdeu na rodada seguinte para o eventual campeão, Kaynan Duarte.
Fowler retornou ao Submission Underground para defender seu título contra Andy Varela no Submission Underground 22 em 25 de abril de 2021 e venceu a luta por finalização no tempo extra do EBI. Ele foi escalado para fazer sua sétima defesa consecutiva de título contra Kyle Chambers no Submission Underground 23 em 23 de maio de 2021. Ele finalizou Chambers com um mata-leão e manteve o cinturão.
Fowler competiu no Campeonato Pan-Americano de Jiu-Jitsu Brasileiro em 1º de setembro de 2021, onde conquistou a medalha de ouro na faixa marrom superpesado e a medalha de prata no absoluto faixa marrom. Ele foi então convidado para competir na divisão peso-pesado do Who's Number One Championships em 25–26 de setembro de 2021. Ele venceu sua luta de abertura contra Giancarlo Bodoni por decisão, mas não pôde continuar no torneio e teve que se retirar.
Fowler competiu no Submission Underground 27 em 10 de outubro de 2021 e defendeu com sucesso seu título contra Gabriel Checco, vencendo a luta por finalização no tempo extra do EBI. Em seguida, ele competiu na divisão até 99 kg nas seletivas da Costa Leste do ADCC de 2021. Fowler derrotou cinco oponentes e garantiu um convite para competir no Campeonato Mundial do ADCC de 2022. Suas últimas lutas como faixa-marrom foram no Campeonato Mundial da IBJJF em 12 de dezembro de 2021. Ele conquistou a medalha de ouro no superpesado, a medalha de prata no absoluto e foi graduado à faixa-preta por Caio Terra no pódio.

## Carreira na faixa-preta

### 2022–2023
Fowler competiu no Campeonato Brasileiro de Jiu-Jitsu em 2022 e derrotou três oponentes na divisão pesadíssimo, tornando-se um dos apenas três americanos a vencer o torneio como faixa-preta. Ele então representou a equipe dos Estados Unidos no Polaris 20 em 25 de junho de 2022, onde finalizou Kywan Gracie e registrou empates contra Micael Galvão, Fabricio Andrey e Igor Tanabe.
Fowler competiu no ADCC 2022 em 17 e 18 de setembro, vencendo sua primeira luta contra Alexandre de Jesus, mas perdendo nas quartas de final para Eoghan O'Flanagan. Ele foi convidado para competir em um torneio absoluto no UFC Fight Pass Invitational 3 em 15 de dezembro de 2022. Fowler derrotou Pat Shahgholi, Patrick Gaudio e Luke Griffith para conquistar o título do torneio.
Fowler competiu nas divisões pesadíssimo e absoluto no Campeonato Europeu da IBJJF de 2023, realizado entre 28 e 29 de janeiro. Ele conquistou a medalha de ouro no pesadíssimo e a medalha de bronze no absoluto.
Fowler estava escalado para enfrentar Gordon Ryan na luta principal do UFC Fight Pass Invitational 5 em 10 de dezembro de 2023. Ryan se retirou do evento e foi substituído por Haisam Rida, com a luta sendo movida para mais cedo no card. Ele venceu a luta por finalização com uma kimura.

### 2024 em diante
Fowler enfrentou Pedro Marinho no UFC Fight Pass Invitational 6 em 3 de março de 2024. Ele venceu a luta por finalização.
Fowler enfrentou Nick Rodriguez na luta principal do UFC Fight Pass Invitational 7 em 15 de maio de 2024. Ele perdeu a luta por pontos.
Fowler foi convidado para competir na divisão até 99 kg do Campeonato Mundial do ADCC de 2024, realizado entre 17 e 18 de agosto de 2024, mas desistiu para competir na divisão acima de 80 kg do evento inaugural do Craig Jones Invitational, realizado entre 16 e 17 de agosto de 2024. Posteriormente, ele também teve que se retirar do Craig Jones Invitational.
Fowler foi então contratado como treinador de grappling da equipe Sonnen no The Ultimate Fighter 33.
Fowler enfrentou Christiano Troisi no UFC Fight Pass Invitational 11 em 29 de maio de 2025. Ele venceu a luta por finalização com uma omoplata.

## UFC BJJ
Fowler enfrentou David Garmo pelo inaugural Campeonato Meio-Pesado do UFC BJJ no UFC BJJ 2 em 31 de julho de 2025. Ele venceu a luta com um Mata-leão no primeiro round.

## Títulos e conquistas

### UFC BJJ
- Campeonato Meio-Pesado do UFC BJJ (Uma vez; inaugural e atual)[56]

### Submission Underground (SUG)
- Campeonato Absoluto do SUG (Uma vez)[57]
- Oito defesas bem-sucedidas[30]
- Campeonato de Torneio do SUG (Uma vez)[58][59]

### Principais conquistas (circuito profissional)
2023
 Campeonato Europeu de Jiu-Jitsu da IBJJF
  Campeonato Europeu de Jiu-Jitsu da IBJJF – Absoluto
2022
 Campeonato Brasileiro de Jiu-Jitsu
2021
 ADCC East Coast Trials
2019
 ADCC West Coast Trials

### Principais conquistas (faixas coloridas)
2021
 Campeonato Mundial de Jiu-Jitsu da IBJJF (faixa-marrom)
  Campeonato Mundial de Jiu-Jitsu da IBJJF (faixa-marrom) – Absoluto
2020
 Campeonato Pan-Americano de Jiu-Jitsu da IBJJF (faixa-marrom)
  Campeonato Pan-Americano de Jiu-Jitsu da IBJJF (faixa-marrom) – Absoluto
2019
  Campeonato Mundial de Jiu-Jitsu Sem Kimono da IBJJF (faixa-marrom)
  Campeonato Europeu de Jiu-Jitsu da IBJJF (faixa-marrom)
2018
 Campeonato Mundial de Jiu-Jitsu da IBJJF (faixa-roxa)
  Campeonato Mundial de Jiu-Jitsu da IBJJF (faixa-roxa) – Absoluto
 Campeonato Europeu de Jiu-Jitsu da IBJJF (faixa-roxa)
  UAEJJF Abu Dhabi Grand Slam (faixa-roxa)
2017
 Campeonato Mundial de Jiu-Jitsu Sem Kimono da IBJJF (faixa-roxa)
 Campeonato Mundial de Jiu-Jitsu Sem Kimono da IBJJF (faixa-roxa) – Absoluto
  Campeonato Pan-Americano de Jiu-Jitsu da IBJJF (faixa-roxa)
  UAEJJF Abu Dhabi Grand Slam (faixa-roxa)
| Cartel no MMA   |            |           |
| 2 lutas         | 2 vitórias | 0 derrota |
| Por nocaute     | 1          | 0         |
| Por finalização | 1          | 0         |

| Res.    | Cartel | Oponente      | Método                    | Evento               | Data                    | Round | Tempo | Local                                   | Notas |
| ------- | ------ | ------------- | ------------------------- | -------------------- | ----------------------- | ----- | ----- | --------------------------------------- | ----- |
| Vitória | 2–0    | Marko Damiani | TKO (socos)               | Bellator 133         | 2015 de fevereiro de 13 | 1     | 1:02  | Fresno, Califórnia, Estados Unidos      |       |
| Vitória | 1–0    | Mike Ryan     | Finalização (brabo choke) | The Warriors Cage 21 | 2014 de outubro de 24   | 1     | 0:28  | Porterville, Califórnia, Estados Unidos |       |

Fonte:

## Cartel amador
| Cartel no MMA   |            |           |
| 5 lutas         | 5 vitórias | 0 derrota |
| Por nocaute     | 2          | 0         |
| Por finalização | 3          | 0         |

| Res.    | Cartel | Oponente          | Método                       | Evento          | Data                   | Round | Tempo | Local                                              | Notas                       |
| ------- | ------ | ----------------- | ---------------------------- | --------------- | ---------------------- | ----- | ----- | -------------------------------------------------- | --------------------------- |
| Vitória | 5–0    | Raymond Ceballos  | Finalização (mata-leão)      | Fighters Source | 2014 de julho de 26    | 3     | 2:05  | Cidade de Nova Iorque, Nova Iorque, Estados Unidos |                             |
| Vitória | 4–0    | DeAndre Marshall  | KO (golpes)                  | WFC 19          | 2014 de março de 23    | 1     | 2:55  | Las Vegas, Nevada, Estados Unidos                  |                             |
| Vitória | 3–0    | Jeffrey Lewis     | Finalização (chave de braço) | 559 Fights 20   | 2013 de dezembro de 6  | 2     | 0:37  | Fresno, Califórnia, Estados Unidos                 |                             |
| Vitória | 2–0    | Anthony Carpenter | TKO (socos)                  | Up & Comers 17  | 2013 de setembro de 28 | 2     | 0:57  | Fresno, Califórnia, Estados Unidos                 |                             |
| Vitória | 1–0    | Bill Peck         | Finalização (mata-leão)      | 559 Fights 14   | 2013 de junho de 13    | 1     | 1:50  | Fresno, Califórnia, Estados Unidos                 | Estreia no peso meio-médio. |

Fonte:

## Cartel no UFC BJJ
| Cartel no MMA   |           |           |
| 1 luta          | 1 vitória | 0 derrota |
| Por finalização | 1         | 0         |

| Res.    | Cartel | Oponente    | Método                  | Evento    | Data                | Round | Tempo | Local                             | Notas                                                                   |
| ------- | ------ | ----------- | ----------------------- | --------- | ------------------- | ----- | ----- | --------------------------------- | ----------------------------------------------------------------------- |
| Vitória | 1–0    | David Garmo | Finalização (mata-leão) | UFC BJJ 2 | 2025 de julho de 31 | 1     | 2:15  | Las Vegas, Nevada, Estados Unidos | Conquistou o título inaugural do Campeonato Peso Meio-Pesado do UFC BJJ |

## Linha de sucessão de instrutores
Carlos Gracie → Reylson Gracie → Paulo Maurício Strauch → Caio Terra → Mason Fowler

## Veja Também
- Nick Rodriguez
- Owen Livesey